# Beatrice Lanza
Beatrice Lanza (Biella, 22 de marzo de 1982) es una deportista italiana que compitió en triatlón.
Ganó dos medallas en el Campeonato Mundial de Triatlón por Relevos, oro en 2006 y bronce en 2003, y una medalla de bronce en el Campeonato Africano de Triatlón de 2008.

## Palmarés internacional
| Campeonato Mundial por Relevos | Campeonato Mundial por Relevos | Campeonato Mundial por Relevos | Campeonato Mundial por Relevos |
| Año                            | Lugar                          | Medalla                        | Prueba                         |
| ------------------------------ | ------------------------------ | ------------------------------ | ------------------------------ |
| 2003                           | Tiszaújváros (Hungría)         | Medalla de bronce              | Relevos                        |
| 2006                           | Cancún (México)                | Medalla de oro                 | Relevos                        |
| Campeonato Africano            |                                |                                |                                |
| Año                            | Lugar                          | Medalla                        | Prueba                         |
| 2008                           | Hammamet (Túnez)               | Medalla de bronce              | Individual                     |

1. ↑  En algunas ediciones del Campeonato Africano se permitió la participación de triatletas de otros continentes.